# Boris Boor
Boris Boor (ur. 12 grudnia 1950 w Bratysławie) – austriacki jeździec sportowy. Srebrny medalista olimpijski z Barcelony.
Specjalizował się w skokach przez przeszkody. Igrzyska w 1992 były jego drugimi igrzyskami olimpijskimi, w igrzyskach brał udział także cztery lata wcześniej. Po srebro sięgnął w drużynie. Wspólnie z nim tworzyli ją Thomas Frühmann, Jörg Münzner oraz Hugo Simon. Startował wówczas na koniu Love Me Tender. 